# IMD Design
IMD Design (2001) is een architectenbureau met kantoren op Curaçao en op Aruba. Het wordt geleid door de architecten Anko van der Woude (1954) en Mike Koch (1950). Zij werken samen sinds 1983, wat in 1998 geleid heeft tot de ontvangst van de Cola Debrotprijs.

## Geschiedenis

### Koch
Michel J. Koch (Zürich, 7 augustus 1950) deed zijn opleiding aan de Kunstacademie in Zürich (1970) en kwam twee jaar later naar Curaçao als ontwerper/binnenhuisarchitect voor Spritzer & Fuhrmann, een detailhandelsbedrijf voor sieraden en luxeartikelen. Hij ontwikkelde nieuwe winkelsystemen, filosofieën voor display-verkoop en gevels voor nieuwe en bestaande gebouwen. Kochs leermeester was de Zwitserse architect H. Gubelin. Koch was in deze periode de architect van enkele tientallen nieuwe en verbouwde verkooppunten in het Caribisch gebied en in New York. Hij was ook betrokken bij ontwikkelingen en projectplanning voor de Kaaimaneilanden, St. Thomas en New Orleans.
In 1980 richtte Koch met Armando Ravelo op Curaçao het interieurarchitectenbureau Ravelo Associates op. In 1984 begon hij het architectuur- en ontwerpbureau MKD (Mike Koch Design). In 1990 werd Koch lid van S.A.I.A., de Vereniging van Antilliaanse Architecten en Ingenieurs. Datzelfde jaar werd een verlichtingsarmatuur ontworpen door MKD bekroond door het Design Center of Stuttgart, Duitsland.
Koch was van 2001 en 2018 naast zijn werk als architect tevens consul van Zwitserland in Willemstad voor het Nederlandse Caribisch gebied.

### Van der Woude
Anko van der Woude (Aruba, 1954) heeft zijn opleiding gedaan aan de HTS in Leeuwarden (1978) en aan de TU Delft (1984).
Van der Woude heeft een leidende rol gespeeld in het behoud en de restauratie van de historische binnenstad van Willemstad, dat thans op de Werelderfgoedlijst van UNESCO staat. Met deze ervaring  geeft hij sinds eind jaren 80 hij architectuurrondleidingen in Willemstad. Hij is voorts medeauteur van de boeken Curaçao Architectural Style (1994) en Curaçao Dutch Caribbean Architecture & Style (2004).

### IMD
Koch en Van der Woude werkten op projectbasis samen sinds 1983. Na de succesvolle samenwerking gedurende het ontwerp en bouw voor het hoofdkantoor van Curoil op Curaçao, besloten ze vanaf 1993 als partners verder te gaan. Kennelijk wederom met succes, want in 1998 ontvingen Koch en Van der Woude de Cola Debrotprijs.

## Oeuvre
Bekende projecten die het bureau op haar naam heeft staan zijn met name het Maritiem Museum, Hotel Kura Hulanda, Papagayo Beach Resort, Curoil Hoofdkantoor, en de uitbreiding van het Avila Beach Hotel, welke onder leiding van Mike Koch is uitgevoerd.